# Весела Роща (Курська область)
Весела Роща (рос. Веселая Роща) — присілок в Понировському районі Курської області Російської Федерації.
Населення становить 6 осіб. Входить до складу муніципального утворення Верхньо-Смородинська сільрада.

## Історія
Населений пункт розташований на території українського етнічного та культурного краю Східна Слобожанщина.
Від 2004 року входить до складу муніципального утворення Верхньо-Смородинська сільрада.

## Населення
| 2010 |
| ---- |
| 6    |